# ألبرتو غوميز (لاعب كرة قدم كوبي)
ألبرتو غوميز (12 فبراير 1988 بغونتانامو في كوبا - ) هو لاعب كرة قدم كوبي في مركز الوسط. شارك مع منتخب كوبا لكرة القدم.

## وصلات خارجية
- ألبرتو غوميز على موقع ناشيونال فوتبول تيمز (الإنجليزية)
- ألبرتو غوميز على موقع Soccerway.com (الإنجليزية)